# Robert von England
Robert von England OCist (* Hertfordshire; † 17. Oktober 1240) war Bischof von Olmütz.

## Leben
Robert wurde in der Grafschaft Hertfordshire in England geboren. Vermutlich studierte er in Paris und trat anschließend in den Zisterzienserorden im Kloster Ebrach ein. Für das Jahr 1199 ist Robert als Prior des böhmischen Klosters Nepomuk nachgewiesen, das vom Kloster Ebrach gegründet worden war.
Vermutlich schon seit 1198 wirkte er als königlicher Kaplan am Hofe des böhmischen Königs Ottokar I. Přemysl, zu dessen engstem Beraterkreis er mehrere Jahrzehnte gehörte. Daneben betraute ihn der König mit diplomatischen Aufgaben. Als dessen Gesandter reiste er zu Papst Innozenz III., um die angestrebte Ehescheidung Ottokars voranzutreiben.
Auf Wunsch des Königs wurde Robert nach dem Tod des Olmützer Bischofs Johannes V. Bavor 1201 zu dessen Nachfolger ernannt. Auf Roberts Antrag hin gewährte der König dem Bistum Olmütz die Kirchliche Immunität, zu der u. a. das Bischofswahlrecht der Kanoniker gehörte. Nachdem Robert die Dompropstei neu errichtete, wurde mit königlicher Genehmigung das Amt des Propstes mit dem Kanzleramt für Mähren verbunden. Als königlicher Gesandter nahm Robert 1207 am Augsburger Hoftag teil, der von König Otto IV. einberufen worden war. 1215 gehörte er zu den Teilnehmern am Vierten Laterankonzil. Für die Dauer des Kreuzzugs, an dem u. a. der österreichische Herzog Leopold VI. teilnahm, setzte Papst Honorius III. 1217 Bischof Robert als „Defensor“ für Leopolds Familie und seine Lande ein. Im Konflikt um den Prager Bischof Andreas, bei dem es u. a. um Investiturrechte ging, stand Robert auf Seiten des Königs. Nachdem er trotz des über Prag verhängten Interdikts dort Messen gelesen hatte, wurde er vom Papst suspendiert. Nach dem Tod des mährischen Markgrafen Vladislav Heinrich 1222 vertrat Robert den König zeitweise als dessen Statthalter.
Auch während seines Wirkens als Bischof und als Diplomat des Königs fühlte sich Robert dem Zisterzienserorden verbunden und trug durch mehrere Klostergründungen zu dessen Verbreitung bei. 1204 wurde die Abteikirche in Plasy von Robert eingeweiht, 1204–1205 gründete er als erste mährische Männerzisterze das Kloster Velehrad, das mit Mönchen aus Plasy besiedelt wurde. 1207 stiftete er bei St. Peter in Olmütz das Kloster der Augustinerinnen.
Nach einem Konflikt mit der Kurie resignierte Robert kurz vor seinem Tod auf das Bischofsamt. Sein Leichnam wurde in der Kirche des von ihm gegründeten Klosters Velehrad beigesetzt.